# Grand Prix Japonska 2013
Grand Prix Japonska 2013 (oficiálně 2013 Formula 1 Japanese Grand Prix) se jela na okruhu Suzuka Circuit nedaleko města Suzuka v Japonsku dne 13. října 2013. Závod byl patnáctým v pořadí v sezóně 2013 šampionátu Formule 1.

## Kvalifikace
| Poř.                       | No. | Jezdec              | Konstruktér          | Časy v kvalifikaci | Časy v kvalifikaci | Časy v kvalifikaci | Pořadí na startu |
| Poř.                       | No. | Jezdec              | Konstruktér          | Q1                 | Q2                 | Q3                 | Pořadí na startu |
| -------------------------- | --- | ------------------- | -------------------- | ------------------ | ------------------ | ------------------ | ---------------- |
| 1                          | 2   | Mark Webber         | Red Bull-Renault     | 1:32.271           | 1:31.513           | 1:30.915           | 1                |
| 2                          | 1   | Sebastian Vettel    | Red Bull-Renault     | 1:32.397           | 1:31.290           | 1:31.089           | 2                |
| 3                          | 10  | Lewis Hamilton      | Mercedes             | 1:32.340           | 1:31.636           | 1:31.253           | 3                |
| 4                          | 8   | Romain Grosjean     | Lotus-Renault        | 1:31.824           | 1:31.565           | 1:31.365           | 4                |
| 5                          | 4   | Felipe Massa        | Ferrari              | 1:31.994           | 1:31.668           | 1:31.378           | 5                |
| 6                          | 9   | Nico Rosberg        | Mercedes             | 1:32.244           | 1:31.764           | 1:31.397           | 6                |
| 7                          | 11  | Nico Hülkenberg     | Sauber-Ferrari       | 1:32.465           | 1:31.848           | 1:31.664           | 7                |
| 8                          | 3   | Fernando Alonso     | Ferrari              | 1:32.371           | 1:31.828           | 1:31.665           | 8                |
| 9                          | 7   | Kimi Räikkönen      | Lotus-Renault        | 1:32.377           | 1:31.662           | 1:31.684           | 9                |
| 10                         | 5   | Jenson Button       | McLaren-Mercedes     | 1:32.606           | 1:31.838           | 1:31.827           | 10               |
| 11                         | 6   | Sergio Pérez        | McLaren-Mercedes     | 1:32.718           | 1:31.989           |                    | 11               |
| 12                         | 14  | Paul di Resta       | Force India-Mercedes | 1:32.286           | 1:31.992           |                    | 12               |
| 13                         | 17  | Valtteri Bottas     | Williams-Renault     | 1:32.613           | 1:32.013           |                    | 13               |
| 14                         | 12  | Esteban Gutiérrez   | Sauber-Ferrari       | 1:32.673           | 1:32.063           |                    | 14               |
| 15                         | 16  | Pastor Maldonado    | Williams-Renault     | 1:32.875           | 1:32.093           |                    | 15               |
| 16                         | 19  | Daniel Ricciardo    | Toro Rosso-Ferrari   | 1:32.804           | 1:32.485           |                    | 16               |
| 17                         | 15  | Adrian Sutil        | Force India-Mercedes | 1:32.890           |                    |                    | 22               |
| 18                         | 18  | Jean-Éric Vergne    | Toro Rosso-Ferrari   | 1:33.357           |                    |                    | 17               |
| 19                         | 23  | Max Chilton         | Marussia-Cosworth    | 1:34.320           |                    |                    | 18               |
| 20                         | 20  | Charles Pic         | Caterham-Renault     | 1:34.556           |                    |                    | 20               |
| 21                         | 21  | Giedo van der Garde | Caterham-Renault     | 1:34.879           |                    |                    | 19               |
| 22                         | 22  | Jules Bianchi       | Marussia-Cosworth    | 1:34.958           |                    |                    | 21               |
| 107% času vítěze: 1:38.251 |     |                     |                      |                    |                    |                    |                  |
| Zdroj:                     |     |                     |                      |                    |                    |                    |                  |

Poznámky
1. ↑  Adrian Sutil obdržel trest posunu o 7 míst vzad - 5 míst za neplánovanou výměnu převodovky a 2 místa za zavinění kolize v předchozím závodě.
2. 1 2  Charles Pic a Jules Bianchi obdrželi trest posunu o 10 míst vzad za třetí pokárání během sezóny.

## Závod
| Poř.   | No. | Jezdec              | Konstruktér          | Počet kol | Čas/Odstoupení      | Pořadí na startu | Body |
| ------ | --- | ------------------- | -------------------- | --------- | ------------------- | ---------------- | ---- |
| 1      | 1   | Sebastian Vettel    | Red Bull-Renault     | 53        | 1:26:49.301         | 2                | 25   |
| 2      | 2   | Mark Webber         | Red Bull-Renault     | 53        | +7.129              | 1                | 18   |
| 3      | 8   | Romain Grosjean     | Lotus-Renault        | 53        | +9.910              | 4                | 15   |
| 4      | 3   | Fernando Alonso     | Ferrari              | 53        | +45.605             | 8                | 12   |
| 5      | 7   | Kimi Räikkönen      | Lotus-Renault        | 53        | +47.325             | 9                | 10   |
| 6      | 11  | Nico Hülkenberg     | Sauber-Ferrari       | 53        | +51.615             | 7                | 8    |
| 7      | 12  | Esteban Gutiérrez   | Sauber-Ferrari       | 53        | +1:11.630           | 14               | 6    |
| 8      | 9   | Nico Rosberg        | Mercedes             | 53        | +1:12.023           | 6                | 4    |
| 9      | 5   | Jenson Button       | McLaren-Mercedes     | 53        | +1:20.821           | 10               | 2    |
| 10     | 4   | Felipe Massa        | Ferrari              | 53        | +1:29.263           | 5                | 1    |
| 11     | 14  | Paul di Resta       | Force India-Mercedes | 53        | +1:38.572           | 12               |      |
| 12     | 18  | Jean-Éric Vergne    | Toro Rosso-Ferrari   | 52        | +1 kolo             | 17               |      |
| 13     | 19  | Daniel Ricciardo    | Toro Rosso-Ferrari   | 52        | +1 kolo             | 16               |      |
| 14     | 15  | Adrian Sutil        | Force India-Mercedes | 52        | +1 kolo             | 22               |      |
| 15     | 6   | Sergio Pérez        | McLaren-Mercedes     | 52        | +1 kolo             | 11               |      |
| 16     | 16  | Pastor Maldonado    | Williams-Renault     | 52        | +1 kolo             | 15               |      |
| 17     | 17  | Valtteri Bottas     | Williams-Renault     | 52        | +1 kolo             | 13               |      |
| 18     | 20  | Charles Pic         | Caterham-Renault     | 52        | +1 kolo             | 20               |      |
| 19     | 23  | Max Chilton         | Marussia-Cosworth    | 52        | +1 kolo             | 18               |      |
| Ret    | 10  | Lewis Hamilton      | Mercedes             | 7         | Poškození po kolizi | 3                |      |
| Ret    | 21  | Giedo van der Garde | Caterham-Renault     | 0         | Kolize              | 19               |      |
| Ret    | 22  | Jules Bianchi       | Marussia-Cosworth    | 0         | Kolize              | 21               |      |
| Zdroj: |     |                     |                      |           |                     |                  |      |

## Průběžné pořadí po závodě
- Tučně jsou vyznačeni jezdci a týmy se šancí získat titul v Poháru jezdců nebo konstruktérů.

Pohár jezdců
|  | Pořadí | Jezdec           | Body |
|  | ------ | ---------------- | ---- |
|  | 1      | Sebastian Vettel | 297  |
|  | 2      | Fernando Alonso  | 207  |
|  | 3      | Kimi Räikkönen   | 177  |
|  | 4      | Lewis Hamilton   | 161  |
|  | 5      | Mark Webber      | 148  |

Pohár konstruktérů
|  | Pořadí | Konstruktér      | Body |
|  | ------ | ---------------- | ---- |
|  | 1      | Red Bull-Renault | 445  |
|  | 2      | Ferrari          | 297  |
|  | 3      | Mercedes         | 287  |
|  | 4      | Lotus-Renault    | 264  |
|  | 5      | McLaren-Mercedes | 83   |